# Ivanjševski Vrh
Ivanjševski Vrh je naselje u slovenskoj Općini Gornjoj Radgoni. Ivanjševski Vrh se nalazi u pokrajini Štajerskoj i statističkoj regiji Pomurju. 

## Stanovništvo
Prema popisu stanovništva iz 2002. godine naselje je imalo 150 stanovnika.